# Rubber Man
"Rubber Man" es el octavo episodio de la primera temporada de la serie American Horror Story, que se estrenó en FX el 23 de noviembre de 2011. El episodio fue escrito por el cocreador y productor ejecutivo Ryan Murphy y dirigido por Miguel Arteta.

## Trama

### Hace seis meses
Tate se revela como el Hombre de Goma, intentando proporcionarle un bebé a Nora. El traje se revela como un traje fetiche que Chad compró con la esperanza de reavivar su relación con Patrick. Tate se puso el traje y asesinó a Patrick y Chad después que decidieron no tener un bebé, esperando que una nueva familia se mude y tenga un hijo, para que Nora pueda tenerlo. El episodio termina con la escena completa del asesinato de Chad y Patrick; se revela que después que Tate los asesinó, Moira le da a Tate el arma de fuego de la pareja, que Tate utilizó para que la escena luzca como un asesinato-suicidio.

### 2011
Hayden conspira con Nora para volver loca a Vivien así pueden tener sus gemelos. Después de muchos poltergeists, Vivien se pone nerviosa y Moira, quién se opone a Hayden, le cuenta sobre The Yellow Wallpaper y que la casa está encantada, dándole a entender que se tiene que ir mientras todavía pueda. Vivien y Violet se van, pero son enfrentadas por los fantasmas de los intrusos del segundo episodio, y huyen dentro de la casa. Ben cree que Vivien está mentalmente inestable, ya que la policía no encontró evidencia de la presencia de los intrusos, y le prohíbe irse bajo acción legal, creyendo que se está tratando de llevar a Violet y sus gemelos lejos de él. A pesar de que ella también vio las fantasmas, Violet, con miedo de dejar a Tate sí deja la casa, miente y dice que no vio nada, diciendo que Vivien estaba con miedo. Traicionada, Vivien luego le roba el arma de Marcy para protegerse. Hayden convence a Tate, como el Hombre de Goma, para que ataque a Vivien, revelando que Tate es el padre de uno de los gemelos. Durante el ataque, Vivien accidentalmente le dispara a Ben, quién oyó el ruido. Él la medica hasta que llega la policía, convencido de que ella es un peligro para ella misma y otros. Llega Luke, al haber recibido la alerta de pánico, y él y Ben discuten. Sin embargo, la reacción de Vivien con otro poltergeist resulta en que la policía se la lleva a un hospital. Vivien es consolada con que finalmente se puede ir de la casa. Violet se pone triste por lo que pasó debido a que ella mintió, a pesar de que Tate dice que siempre estará para ella.

## Producción
Evan Peters no se enteró hasta que comenzara el rodaje que el Hombre de Goma estaba destinado para ser él, y que estaba "sorprendido y agradecido". Sobre la interacción de su personaje con Nora Montgomery (Lily Rabe), dijo "Él ve que el alma de Nora se perturba y está muy triste. Él tiene un punto dulce por personas así. Resuena con él, así que quiere ayudarlos y asegurarse que están bien y en paz."

## Recepción y ratings
James Queally de The Star-Ledger evaluó la serie después de este episodio, diciendo, "Este programa se siente como que está a un paso adelante, y dos pasos hacia atrás. Es demasiado inconsistente y demasiado dependiente de ruido y humo, para hacer que me preocupo mucho." Matt Richenthal comentó, "Quizás por primera vez en toda la temporada, American Horror Story no me dejó con muchas preguntas. Había un montón de locura y cosas aterradoras esta semana, pero también había respuestas".
Este episodio tuvo un estimado de 2.81 espectadores y tuvo una puntuación de 1.6.